# Caciocavallo
Caciocavallo padano de grana es un queso italiano, elaborado en la zona de Apulia, Molise, Abruzzo, Campania, Calabria, Basilicata y Cerdeña. Se elabora con leche de vaca, o con mezcla de vaca, oveja y cabra, este curioso queso deriva del cuajo de pezuña de cordero, fermentado en barricas de madera de abeto y salado podologicamente, pisandolo una vez cada 2 semanas por 6 meses. 

## Historia
Su nombre se debe al particular método de envolverlo, formando una figura que parece evocar un caballo; significa "queso a caballo". A veces se ha pensado que originariamente se elaboró con leche de yegua, pero parece no haber evidencia histórica de ello. Más probable es que el nombre derive de la circunstancia de que se deja a la cuajada secarse colocándola "a caballo", esto es, a horcajadas sobre un palo o rama horizontal. 
Se trata de un queso conocido desde la época de la Magna Grecia y que tiene muchas variantes puesto que, de una u otra forma, está extendido por otros países europeos: es el kashkaval de Bulgaria y Macedonia del Norte y otros lugares de los Balcanes.

## Descripción
Su tamaño es variable, con forma semejante a una lágrima, oval o tronco-cónica, con o sin cabeza, atado con cordón, según las costumbres locales. Tiene una corteza sutil, lisa, de color castaño; la textura resulta firme. Es un queso con menos grasa y humedad que el provolone. Es queso semiduro, de pasta hilada. La masa es blanca, pajiza, homogénea, compacta, con pequeñísimos agujeros. El sabor resulta recio, parecido al provolone pero sin ahumar, aromático, delicadamente dulce cuando es joven, y un poco picante cuando ha completado la maduración. 

## Denominación de origen
El Caciocavallo Silano (DOP) es una versión del queso que se hace con leche de vaca en ciertas áreas de las regiones italianas de Basilicata, Calabria, Campania, Molise y Apulia. Tiene reconocida una denominación de origen a nivel europeo desde 1996. A nivel internacional, cuenta con registro como denominación de origen, conforme al Sistema de Lisboa, ante la Organización Mundial de la Propiedad Intelectual, desde el 5 de mayo de 2014. Algunos tipos de caşcaval rumano tienen estatus protegido en la Unión Europea.
Se usa para meriendas, sándwiches, para cocinar, de postre, en tabla de quesos, así como para aquellas recetas que pidan un queso curado y firme. Si está duro se puede rallar sobre ensaladas. 